# Церква святого Миколая Чудотворця (Коцюбинчики)
Церква святого Миколая Чудотворця в Коцюбинчиках — парафія і храм греко-католицької громади Пробіжнянського деканату Бучацької єпархії Української греко-католицької церкви в селі Коцюбинчики Чортківського району Тернопільської области.

## Історія церкви

Інтер'єр храму

Будівництво нової церкви тривало з 1992 по 1995 рік. На жаль, у 1994 році згоріла стара дерев'яна церква. У 1998 році новий храм був розписаний.
Парафія належала до РПЦ у періоди 1946–1957 та 1988–1989 років, а з 1989 року вона знову перебуває в лоні УГКЦ.
За минулі роки в церкві було встановлено іконостас, відреставровано кивот, а також збудовано каплички Ісуса Христа та Матері Божої. Подвір'я храму обнесли кованою залізною огорожею з брамою, виготовленою за кошти громади.
При парафії діють такі спільноти:
- Братство «Апостольство молитви».
- Спільнота «Матері в молитві».
- Марійська та Вівтарна дружини.

## Парохи
| Ім'я                     | Роки      | Світлини |
| ------------------------ | --------- | -------- |
| о. Іван Шевчук           |           |          |
| о. Зиновій Семенишин     |           |          |
| о. Микола Малий          |           |          |
| о. Володимир Зависляк    |           |          |
| о. Володимир Ковальський | 1932—1957 |          |
| о. Любомир Павлик        | від 1999  |          |